# کازویوکی تودا
کازویوکی تودا (به انگلیسی: Kazuyuki Toda) بازیکن فوتبال اهل ژاپن و عضو تیم ملی فوتبال ژاپن است که در تاریخ ۳۱ مه ۲۰۰۱ میلادی اولین بازی ملی‌اش را انجام داد. او در ۲۰ بازی ملی حضور داشت و آخرین بازی ملی خود را در تاریخ ۱۸ ژوئن ۲۰۰۲ میلادی انجام داد. کازویوکی تودا در بازی‌های ملی‌اش
۱ گل به ثمر رساند.